# Lucjan Bernacki
Lucjan Bernacki (ur. 12 lipca 1902 w Gościeradzu, zm. 28 września 1975 w Rzymie) – polski duchowny rzymskokatolicki, biskup pomocniczy gnieźnieński w latach 1946–1975.

## Życiorys
Syn Edmunda i Edmundy z Pankowskich. W 1920, będąc w ostatniej klasie gimnazjum, wstąpił ochotniczo do Wojska Polskiego i wziął udział w wojnie polsko-bolszewickiej. Po powrocie z wojska wstąpił do seminarium w Gnieźnie.
Studiował w Gdańsku, Gnieźnie i Poznaniu. Święcenia kapłańskie otrzymał 29 maja 1926. Pracował jako wikariusz w Trzemesznie i Poznaniu oraz notariusz kurii archidiecezjalnej w Poznaniu. Kontynuował studia w Strasburgu i Rzymie. Był profesorem seminarium duchownego w Gnieźnie. Podczas okupacji pracował w duszpasterstwie Polaków we Francji, Hiszpanii, Portugalii i Wielkiej Brytanii.
4 września 1946 został mianowany biskupem pomocniczym archidiecezji gnieźnieńskiej i biskupem tytularnym Meli. Sakrę biskupią przyjął 21 września 1946 z rąk kardynała Augusta Hlonda. W 1948 został wikariuszem generalnym i kapitulnym archidiecezji. Deportowany z terenu archidiecezji, w latach 1953–1956 przebywał w Częstochowie, Zaniemyślu i Poznaniu.
W 1962 brał udział w I sesji soboru watykańskiego II.
Przez 29 lat był inwigilowany przez funkcjonariuszy Służby Bezpieczeństwa.
Został pochowany na cmentarzu św. Piotra i Pawła w Gnieźnie. W 2012 jego szczątki ekshumowano i przeniesiono do krypty biskupów pomocniczych archidiecezji gnieźnieńskiej kościoła św. Piotra i Pawła w Gnieźnie.